# Анак Парфійський
Анак Парфянський (вірм. Անակ), також відомий як Анак Пахлаві  (розквіт III-го століття, помер 252), був парфійським дворянином, який жив під час Аршакідської дінастії Вірменії).

## Життєпис
Анак був вірменським парфянським дворянином, який був принцом, і, як кажуть, був пов'язаний з династією Аршакідів у Вірменії або був з династії Сурена, одноєї з семи гілок правлячої династії Аршакідів Сістану.
Мало відомо про життя Анака. Він одружився з парфянською дворянкою на ім'я Окохе, яка народила йому синів. Серед їхніх дітей був Григорій.
Ардашир І і його син, Шапур I підбурювали Анака вбити Хосрова II, обіцяючи повернути його власні володіння як нагороду. Ардашир I був стурбований військовими перемогами, які Хосров ІІ зі своїм покійним батьком Трдатом II виграв проти нього, оскільки він хотів розширити державу Сасанідів і анексувати Вірменію.
Анак завоював довіру Хосрова ІІ і поїхав до Вагаршапату. Коли Анак прибув у Вагаршапат, він прикинувся, що сховався у Вірменії від переслідування Ардашира І. Анак гостинно прийняв у Вагаршапаті Хосрова II, а потім зарізав царя в серці, також убивши дружину Хосрова. Анака переслідували вірменські солдати, поки він не потонув в річці Аракс.

## Родина
Вірменська армія і дворяни були обурені смертю царя і, в свою чергу, помстилися сім'ї Анака. Єдиною дитиною, яка вижила з сім'ї Анака, було його немовля син Григорій, котрого узяли до Кападокії його колишні доглядачі Сопія і Євтах, які уникли помсти.
Ардашир захопив Вірменію для себе, і вона стала частиною його імперії. Військовослужбовці, вірні Хосрову II, узяли його сина, Тірдата III до Риму для захисту, де він був вихований. Дочка Хосрова дочка Хосровідухт була прийнята для виховання в Кесарії Каппадокійській, Каппадокія. Прийомним батьком Хосровідухти були Автай, дворянин з сім'ї Аматуні, а також дружина Автая, дворянка, чиє ім'я невідоме, з родини Сікуника.